# 海魯丁
海鲁丁（？—1359年），元朝末年回回官员，獲獨步丁的哥哥。
海鲁丁在伯顏不花的斤麾下为参谋。元惠宗至正十九年（1359年），伯顏不花的斤参与援救被红巾军围困的信州，入城守御。伯颜不花的斤知陈受有膂力，招募为义兵。元军苦战半年。四月，红巾军在城下大呼：“有诏。”海鲁丁临城相问：“诏从何处来？”回答：“从江西来。”海鲁丁说：“那是贼。我是元朝臣子，可以接受你们伪诏吗？”红巾军的人说：“我主听说信州久不攻下，知道你们忠义，故来诏书，你们徒守空城想要干什么？”海鲁丁说：“你听说张睢阳的事吗？”使者不答而去。六月，城破，伯颜不花自刎，海鲁丁战死。